# Lee Seung-Bae
Lee Seung-Bae (en coreano: 이 승배) (Corea del Sur, 10 de mayo de 1971) es un deportista olímpico de Corea del Sur que compitió en boxeo, en la categoría de peso mediopesado y que consiguió la medalla de bronce en los Juegos Olímpicos de Barcelona 1992 y plata en Atlanta 1996.

## Palmarés internacional
| Juegos Olímpicos | Juegos Olímpicos         | Juegos Olímpicos  | Juegos Olímpicos |
| Año              | Lugar                    | Medalla           | Prueba           |
| ---------------- | ------------------------ | ----------------- | ---------------- |
| 1992             | Barcelona (España)       | Medalla de bronce | Peso mediopesado |
| 1996             | Atlanta (Estados Unidos) | Medalla de plata  | Peso mediopesado |